# Rhodinicola polydorae
Rhodinicola polydorae is een eenoogkreeftjessoort uit de familie van de Clausiidae. De wetenschappelijke naam van de soort is voor het eerst geldig gepubliceerd in 2011 door Björnberg & Radashevsky.